# خط طول 66° شرق
خط طول 66° شرق هو أحد خطوط الطول الجغرافية، والتي تمتد من القطب الشمالي الجغرافي إلى القطب الجنوبي الجغرافي، وحسب التحويل الزمني يتقدم خط طول 66° شرق عن خط غرينتش بـ4 ساعات و24 دقيقة.

## من القطب إلى القطب
ينطلق خط طول 66° شرق من القطب الشمالي نحو القطب الجنوبي مرورا بالمناطق التي ترد في الجدول التالي:
| الإحداثيات                         | البلد أو الإقليم أو البحر | ملاحظات                                                                                              |
| ---------------------------------- | ------------------------- | --- |
| 90°0′N 66°0′E / 90.000°N 66.000°E  | المحيط المتجمد الشمالي    | مرورا بشرق Graham Bell Island, أرخبيل فرنسوا جوزيف, روسيا                                            |
| 81°0′N 66°0′E / 81.000°N 66.000°E  | بحر بارنتس                | |
| 76°44′N 66°0′E / 76.733°N 66.000°E | روسيا                     | جزيرة سيفيرني, نوفايا زيمليا                                                                         |
| 75°56′N 66°0′E / 75.933°N 66.000°E | بحر كارا                  | |
| 69°5′N 66°0′E / 69.083°N 66.000°E  | روسيا                     | |
| 54°37′N 66°0′E / 54.617°N 66.000°E | كازاخستان                 | |
| 42°56′N 66°0′E / 42.933°N 66.000°E | أوزبكستان                 | |
| 38°13′N 66°0′E / 38.217°N 66.000°E | تركمانستان                | |
| 37°27′N 66°0′E / 37.450°N 66.000°E | أفغانستان                 | |
| 29°47′N 66°0′E / 29.783°N 66.000°E | باكستان                   | بلوشستان (باكستان)                                                                                   |
| 25°25′N 66°0′E / 25.417°N 66.000°E | المحيط الهندي             | |
| 60°0′S 66°0′E / 60.000°S 66.000°E  | المحيط الجنوبي            | |
| 67°43′S 66°0′E / 67.717°S 66.000°E | القارة القطبية الجنوبية   | الإقليم الأسترالي في القارة القطبية الجنوبية, المطالب الإقليمية بالقارة القطبية الجنوبية by أستراليا |